# Joana Delanoue
Jeanne Delanoue o Joana de la Creu (França, 1666 - 1736) és una santa catòlica de França que treballava de botiguera fins que va decidir dedicar-se als pobres i fundar la Congregació de Santa Anna de la Providència que ajuda a persones amb necessitats materials.

## Biografia
Va néixer a Saumur essent la més jove de dotze fills. El seu pare era drapaire, i la seva mare treballava en una botiga de venda d'articles religiosos, que servia als pelegrins a un santuari local de la Mare de Déu, sota el títol de Nostra Senyora d'Ardillier. Va assumir aquest negoci als 25 anys quan va morir la seva mare. També proporcionava allotjament als pelegrins que visitaven el santuari. En aquesta època era una persona molt avariciosa, amb l'únic objectiu de guanyar diners, motiu pel qual obria els diumenges, una pràctica inusual en aquell moment. Acaparava cada cèntim i expulsava amb ràbia els captaires de la porta de la seva botiga.
La seva conversió va ocórrer quan es va trobar amb una dona gran que viatjava pelegrinant, anomenada Francoise Fouchet, que li va dir que havia d'ajudar els pobres. Si bé al principi va escoltar la dona amb escepticisme, arribaria a pensar que era una missatgera de Déu. Va començar acollint una família sense llar amb sis fills i aviat altres persones la van seguir. Va acabar tancant l'empresa familiar per comprometre's més amb aquesta feina. Juntament amb altres dones que compartien la seva visió d'ajudar els necessitats, van fundar les Germanes de Santa Anna de la Providència de Samur. Va fer els vots religiosos reanomenant-se Joana de la Creu. El Vaticà va aprovar formalment la congregació el 1704.
Va mostrar una devoció resilient anant cada dia a l'església, combregant i parlant amb el seu confessor, malgrat les nafres i els polls que afligien el seu cos.
La congregació que va fundar Jeanne va passar a denominar-se Congregació de les Germanes de Santa Anna de la Providència de Saumur el 3 de desembre de 1964. Fou canonitzada l'octubre de 1982 per Joan Pau II. La congregació que va fundar serveix els pobres de França, Madagascar i Sumatra.